# Sicca-Syndrom
Mit Sicca-Syndrom (von lateinisch siccus ‚trocken‘ und griechisch sýndromos ‚begleitend‘) wird ein beschreibender (deskriptiver) Symptomkomplex bezeichnet, der im weitesten Sinne eine Benetzungsstörung verschiedener Organstrukturen der Augen, der Nase und des Mundraumes darstellt und so zu einer Austrocknung führt. Der Ausdruck Sicca-Syndrom wird selbst in der medizinischen Terminologie nicht einheitlich verwendet und dient als Bezeichnung für
- das „Trockene Auge“ (Keratoconjunctivitis sicca)
- eine entzündungsbedingte Trockenheit der Nase (Rhinitis sicca)
- Mundtrockenheit (Xerostomie)
- das Sjögren-Syndrom.